# Jędrzej Kitowicz

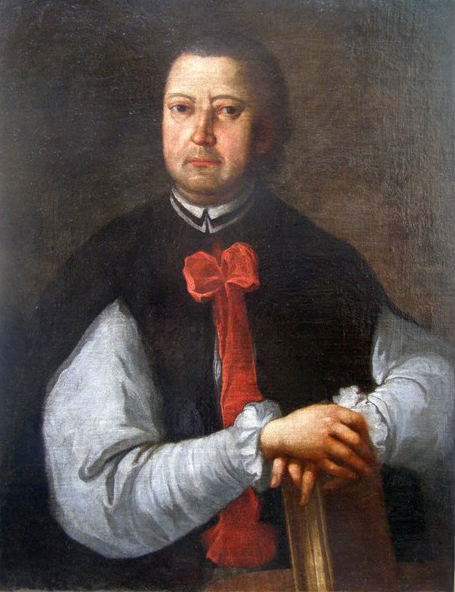
Jędrzej Kitowicz

Jędrzej Kitowicz (* 1. Dezember 1728; † 3. April 1804) war ein polnischer Geistlicher und Historiker.
Über die Herkunft Kitowicz' ist nichts bekannt. Er besuchte die Schule in Warschau und war dann mehrere Jahre Sekretär im Dienst des Benediktiner-Abtes Michał Lipski. 1768 schloss er sich der Konföderation von Bar an. Er diente zunächst unter Ignacy Skarbek-Malczewski, nahm an den Schlachten von Radom und Tschenstochau teil, kommandierte die Kavallerie der Konföderierten in Posen und arbeitete zuletzt im Hauptquartier des Generals Józef Zaremba.
1771 begann er trotz fehlender Vorbildung ein Studium am Theologischen Missionarsseminar der Heilig-Kreuz-Kirche in Warschau. 1777 wurde er in Włocławek ordiniert, 1781 wurde er Pfarrer in Rzeczyca. Hier begann er historische Materialien zu ordnen, die er seit 1743 gesammelt hatte, und aus denen seine beiden historischen Werke entstanden: Pamiętniki, czyli Historia polska und Opis obyczajów za panowania Augusta III. Beide wurden als wichtige Quellen aus der Zeit der Sächsischen Herrschaft in Polen von Autoren wie Fryderyk Skarbek, Józef Ignacy Kraszewski, Henryk Rzewuski und Henryk Sienkiewicz herangezogen.

## Quelle
- Wirtualna Biblioteka Literatury Polskiej - Jędrzej Kitowicz

| Personendaten    | Personendaten                         |
| ---------------- | ------------------------------------- |
| NAME             | Kitowicz, Jędrzej                     |
| KURZBESCHREIBUNG | polnischer Geistlicher und Historiker |
| GEBURTSDATUM     | 1. Dezember 1728                      |
| STERBEDATUM      | 3. April 1804                         |